# Feu de Tarerach
Le feu de Tarerach est un incendie qui, les 22 et 23 août 2005, a détruit 1970 hectares de forêts et garrigues dans les Pyrénées-Orientales, en France. Il s'agit de l'incendie le plus important dans ce département depuis 1978. Il s'est déclenché sur la commune de Tarerach avant de se propager aux communes voisines, en direction du sud-est, poussé par la tramontane.

## Situation
La zone touchée par l'incendie est aux confins de trois régions historiques et naturelles : le Fenouillèdes (commune de Montalba-le-Château), le Roussillon (Ille-sur-Têt, Bouleternère) et le Conflent (Tarerach, Rodès, Vinça), qui furent chacune des comtés indépendants par le passé.

## Chronologie
L'incendie est signalé le 22 août 2005 à 14 h 13. Les pompiers arrivent sur place vingt minutes plus tard. Le feu se propage rapidement : en 2 h 30, il a parcouru 5 km en direction du sud-est, recouvrant 700 ha. Avec l'affaiblissement de la tramontane, sa progression se ralentit, mais il parvient à franchir le fleuve Têt (vers 17 h) puis la route nationale (18 h 25). Les pompiers parviennent à maîtriser le feu le 23 août vers 3 heures.

## Bilan et conséquences
Outre les destructions qu'entraîne inévitablement un tel incendie, le feu de Tarerach a permis des découvertes archéologiques.

### Destructions
Le feu de Tarerach est, avec 1970 à 2000 hectares détruits, le quatrième plus important recensé dans le département des Pyrénées-Orientales, le plus grand depuis 1978. Il fait partie des cinq « feux catastrophes », c'est-à-dire dépassant les 1000 ha, recensés dans ce département.
Le bilan humain est d'un blessé, un pompier ayant perdu un œil. Il semble que l'origine de l'incendie soit accidentelle. 
Le territoire brûlé recouvre une partie de la zone Natura 2000 dite « Fenouillèdes ». En raison de l'incendie, le pâturage est interdit sur la zone pour une durée de dix ans « à l’exception des propriétaires ou ayants droit s’engageant dans des aménagements et opérations améliorant la protection contre les incendies ». L'inventaire de l'espace naturel de la zone Natura 2000 réalisé en 2009 montre une absence de Chêne-liège, de Genévrier cade, ainsi qu'un arrêt de la progression du Séneçon du Cap sur la zone brûlée. L'incendie a également mis fin à la pratique de la chasse.

### Découvertes archéologiques
La destruction de la végétation par l'incendie a facilité l'accès au site. En 2005 et 2006, une équipe de scientifiques procède à des prospections pédestres qui permettent de mieux connaitre la vie des habitants de la zone détruite depuis le Paléolithique jusqu'au XXe siècle. Ces découvertes sont recensées dans un ouvrage collectif grand format de 504 pages publié en 2009, intitulé Archéologie d'une montagne brûlée. 
L'étude pluridisciplinaire a permis de découvrir 74 sites archéologiques inédits et de préciser la connaissance de plusieurs autres : les villages ruinés de Ropidera et Casesnoves, ainsi que deux oppidums proto-historiques. Elle a également montré que l'histoire du peuplement de cette zone, depuis le Paléolithique, a connu une alternance de périodes fastes avec des périodes de déprise, voire d'abandon. Il faut cependant noter que les recherches n'ont pas donné lieu à des fouilles, ce qui laisse de nombreuses questions en suspens.
Elle a permis de prouver une présence humaine sur le site depuis l'Acheuléen final et le Paléolithique moyen, ainsi qu'une absence de traces du Néolithique qui peut laisser penser à un abandon du plateau à cette époque. Le principal apport de ces recherches se situe à la période de l'Âge du Bronze avec un début au Chalcolithique, avec une cinquantaine de sites découverts, ce qui a permis de reconstituer le mode de vie des habitants de l'époque : des éleveurs et artisans dont l'habitat était centré autour d'un oppidum élevé sur une hauteur, des habitats secondaires sur les pentes et des prairies pour les troupeaux dans les vallées. Leur artisanat, en chloritoschiste, est original et ne se retrouve dans aucun autre site archéologique de la région.
De la fin de l'âge du Bronze à l'époque carolingienne, le plateau ne semble pas avoir été habité. L'incendie a permis de dresser les plans du village de Ropidera, en bon état de conservation, tel qu'il était lors de son abandon aux alentours du XVe siècle : grandes maisons en pierre composées de plusieurs pièces avec enclos pour le bétail accolés aux habitations. La taille et la complexité des plans de ces habitations est surprenante, ainsi que leur regroupement : dans les autres lieux montagnards proches comme le Vallespir, l'habitat médiéval est dispersé (mas catalan). Non loin de Ropidera est également découvert un four, d'époque indéterminée, sans doute destiné à cuire des tuiles en argile.
L'incendie a également permis de découvrir une ancienne carrière de marbre rose, à la limite sud de la zone brûlée, sur la commune de Bouleternère. De nombreux bâtiments médiévaux du département utilisent du marbre rose, dont la provenance est habituellement attribuée au carrières de Villefranche-de-Conflent. La découverte des carrières de Bouleternère pourrait remettre en cause cette attribution systématique. À proximité, le feu a également mis au jour un four destiné à fabriquer de la chaux remontant sans doute au moins à la fin du Moyen-Âge.